# Sergestes incertus
Sergestes incertus är en kräftdjursart som beskrevs av Hansen 1896. Sergestes incertus ingår i släktet Sergestes och familjen Sergestidae. Inga underarter finns listade i Catalogue of Life.